# Walter Tlach
Walter Tlach (* 3. September 1913 in Zuffenhausen; † 25. September 2004 in Herrenberg) war evangelischer Pfarrer, Dekan und Studienleiter.

## Leben und Wirken
Tlach studierte nach dem Abitur von 1932 bis 1937 in Tübingen Evangelische Theologie. Im „Dritten Reich“ war Tlach – nach anfänglicher Begeisterung für Adolf Hitler – aktives Mitglied der Bekennenden Kirche. Er gehörte zum engsten Unterstützerkreis des württembergischen Landesbischofs Theophil Wurm. Nach Vikarsjahren in Tuttlingen war er bis Kriegsausbruch Assistent für Praktische Theologie bei Karl Fezer an der Universität Tübingen. 
Tlach war von 1945 bis 1948 Repetent am Evangelischen Stift Tübingen und von 1948 bis 1953 Theologischer Lehrer am Seminar der Rheinischen Mission in Wuppertal. Von 1953 bis 1960 leitete er das Evangelische Jungmännerwerk in Württemberg, dem heutigen Evangelischen Jugendwerk in Württemberg. Zwischen 1960 und 1970 war er Pfarrer in Birkach (Stuttgart) und Schönberg (Stuttgart) und ab 1963 Dekan im Evangelischen Kirchenbezirk Heidenheim. Von 1970 bis zu seinem Ruhestand 1978 war er als erster Studienleiter Mitbegründer des Albrecht-Bengel-Hauses in Tübingen. Tlach regte im Auftrag des Essener Pastors Wilhelm Busch in Württemberg an, alljährlich an Fronleichnam nach dem Vorbild der „Tersteegensruh-Konferenzen“ ab 1956 „zentrale Veranstaltungen zur Glaubensstärkung“ – die späteren „Ludwig-Hofacker-Konferenzen“ – durchzuführen.
Nach Tlachs Überzeugung ist allein die Botschaft von Jesus, dem Gekreuzigten, die Mitte der Kirche. Er hat deshalb auch über seine Ämter und Aufgaben hinaus gewirkt und seine mahnende Stimme erhoben, wenn er Fehlentwicklungen und Irrwege im kirchlichen Bereich sah, etwa bei Kirchentagen oder beim Weltkirchenrat in Genf. Zum von Rudolf Bultmann vertretenen und von Ernst Käsemann in Tübingen fortgeführten Konzept einer "Entmythologisierung" des Neuen Testaments äußerte Tlach kritische Fragen. Er war gegenüber jedem Versuch einer Idealisierung oder Spiritualisierung biblischer Motive skeptisch. Daher versuchte er bei seinen Auslegungen, eine greifbare, "geerdete" Wirklichkeit plastisch zu machen, zu der ihn auch die hebräische Sprachgestalt des Alten Testaments führte. So sehr es Tlach also wichtig war, dass Gott bzw. Jesus Christus in der sichtbaren Wirklichkeit handelten und handeln, so war Tlach eine reine anthropozentrische Diesseitsorientierung fremd. 
Beim verbalen Protest gegen (vermeintliche) Irrwege in Theologie und Kirche hat er es nicht belassen, sondern unter persönlicher Gefahr Bargeld und Bibeln in Ostblock-Länder geschmuggelt: In 26 Reisen dorthin hat er nach 1972 rund eine Million D-Mark durch den Eisernen Vorhang gebracht. Insbesondere in Bulgarien hat er – was damals streng verboten war – Bibelarbeiten gehalten und christliche Literatur verbreitet. In seinem Ruhestand nahm er noch für etliche Jahre Lehraufgaben am Theologischen Seminar der Liebenzeller Mission wahr.

## Privates
Tlach war ab 1948 mit Elfriede verheiratet. Das Paar hatte drei Kinder und lebte ab seinem Ruhestand von 1978 bis zu seinem Tod in Herrenberg-Gültstein.

## Veröffentlichungen
- Antwort an Ernst Käsemann. Theologische Beilage zum Informationsbrief Nr. 14 der Bekenntnisbewegung "Kein anderes Evangelium" o. J.
- Das Evangelium der Anarcho-Marxisten und das Evangelium von Jesus Christus, Verein Albrecht-Bengel-Haus, Tübingen 1978.
- mit Michael Dieterich und Wilfried Veeser: Biblische Grenzfragen: Im Bereich der "Neuen Spiritualität", Hänssler Verlag, Neuhausen-Stuttgart 1986, ISBN 978-3-77511133-1.
- Hoffnung – Sauerstoff des Lebens. Mit einem Wort zum Geleit von Konrad Eißler. Verlag der Liebenzeller Mission, Bad Liebenzell 1989, ISBN 978-3-88002402-1.
- Der letzte Krieg. Krisen und Kriege unserer Zeit im Licht der biblischen Prophetie, Hänssler Verlag, Neuhausen-Stuttgart 1991, ISBN 978-3-77511676-3.